# Сочета Кооператива Прозус (Кремона)
Сочета Кооператива Прозус је насеље у Италији у округу Кремона, региону Ломбардија.
Према процени из 2011. у насељу је живело 3 становника. Насеље се налази на надморској висини од 42 м.